# Механізм вуглецевого коригування імпорту
Механі́зм вуглеце́вого коригува́ння і́мпорту (CBAM, вимовляється Si-Bam) — вуглецевий тариф на вуглецевоємні продукти, такі як сталь, цемент і деяку кількість електроенергії, що імпортуються до Європейського Союзу. Законодавчо, як частина Європейської зеленої угоди, він набуває чинности у 2026 році, хоч звітність почалася у 2023 році. CBAM був прийнятий Європейським парламентом 450 голосами «за», 115 «проти» та 55 утрималися і Радою ЄС із 24 країнами «за». Він набрав чинности 17 травня 2023 року.

## Зміст

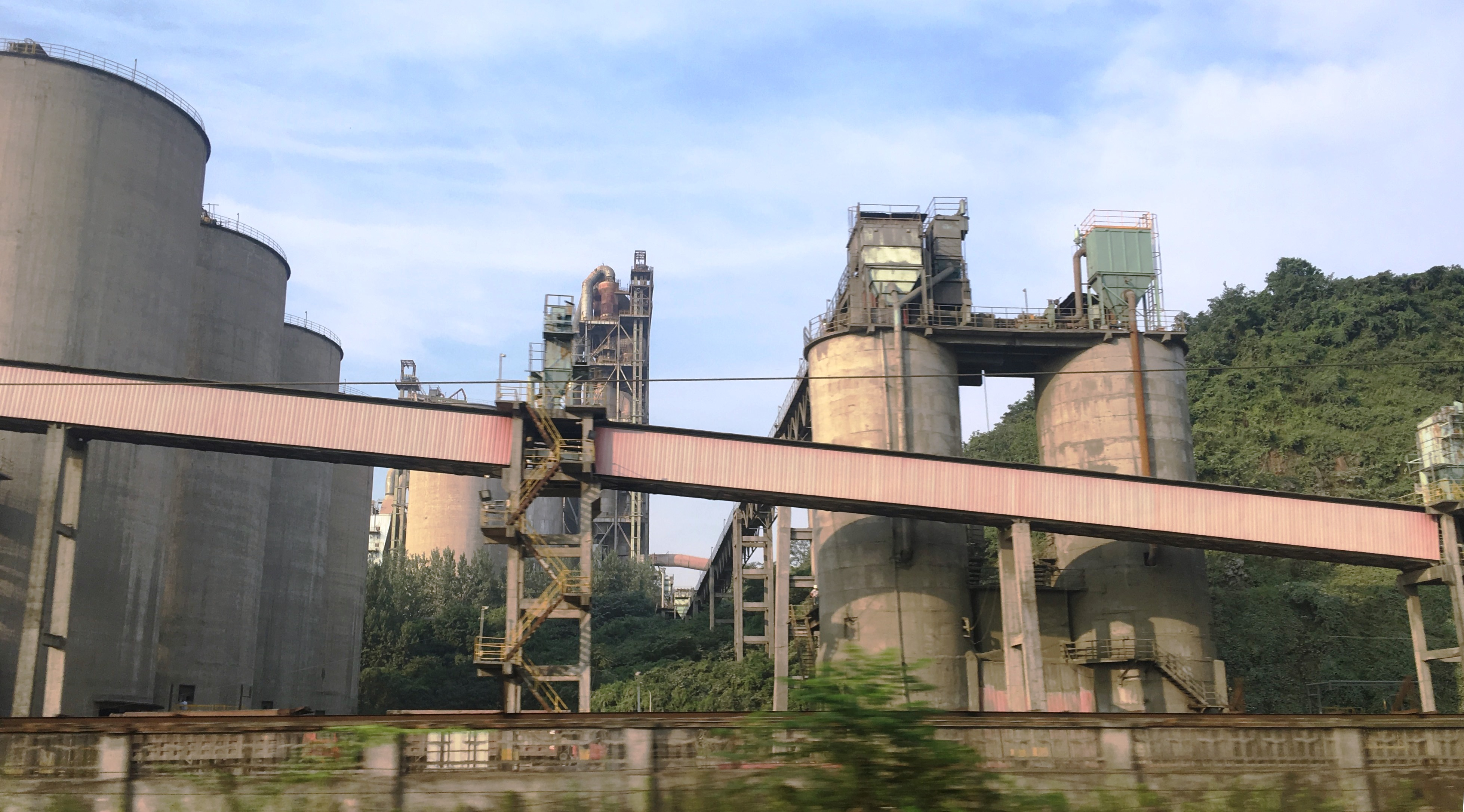
Китайський цементний завод у Цися (Нанкін), провінція Цзянсу, Китай. Імпортери китайського цементу з ЄС вимагатимуть сертифікатів CBAM.

Ціна сертифікатів CBAM пов’язана з ціною квот ЄС у рамках системи торгівлі викидами Європейського Союзу, запровадженої в 2005 році. CBAM розроблено для того, щоб зупинити витік вуглецю в країни без ціни на вуглець, а також дозволить ЄС припинити надання безкоштовних квот деяким вуглецевоємним секторам у межах своїх кордонів. Усе це повинно прискорити декарбонізацію.
Після досягнення політичної (тимчасової) угоди між Радою та Європейським парламентом у грудні 2022 року CBAM набув чинности 1 жовтня 2023 року та проходить кілька етапів:
З жовтня 2023 року до кінця 2025 року перехідний етап: імпортери продукції в шести вуглецевих секторах, які сильно піддаються міжнародній торгівлі, а саме: алюміній, цемент, електроенергія, добрива, водень, залізо і сталь, повинні будуть звітувати про свої викиди. Під час перехідного етапу регулятори перевірятимуть, чи можна додавати інші продукти до списку, наприклад, деякі продукти, що перебувають на наступному етапі виробництва.
З початку 2026 року імпортери продуктів, що входять до цих 6 секторів, почнуть сплачувати прикордонний податок на вуглець за свою продукцію на основі ціни квот у системі торгівлі викидами Європейського Союзу.
До 2030 року всі сектори, охоплені системою торгівлі викидами Європейського Союзу, будуть охоплені CBAM.
До 2034 року безкоштовні квоти у відповідних секторах Європейського Союзу будуть поступово скасовані, оскільки повністю впроваджена CBAM забезпечує рівні умови для європейських компаній порівняно з імпортерами.
Для того, щоб вирішити проблему «програшного» сценарію витоку вуглецю, який характеризується загальною втратою конкурентоспроможности промисловості ЄС без жодного виграшу з точки зору захисту клімату, CBAM вимагатиме від імпортерів цільових товарів придбати достатню кількість «сертифікатів CBAM» для покриття викидів, що містяться в їхній продукції. Оскільки основною метою CBAM є уникнення витоку вуглецю, механізм намагається підпорядкувати покритий імпорт тій самій ціні на вуглець, яка встановлена для внутрішніх виробників в рамках СТВ ЄС. Іншими словами, ЄС намагається змусити імпортерів нести такий самий тягар регуляторних витрат, як і європейські виробники.
Згідно зі статтею 6, імпортери повинні подати «декларацію CBAM» із зазначенням кількости товарів, вбудованих викидів і сертифікатів для сплати податку на імпорт вуглецю.
Додаток I визначає товари, які підлягають оподаткуванню імпортним податком, включаючи цемент, електроенергію, добрива (такі як азотна кислота, аміак, калій), залізо та сталь (включаючи баки, бочки, контейнери) та алюміній.
Додаток II визначає, що CBAM не застосовується до чотирьох держав, які не входять до ЄС і входять до Європейської економічної зони, а саме до Ісландії, Ліхтенштейну, Норвегії та Швейцарії.
Додаток III визначає методи розрахунку вбудованих викидів парникових газів.
Від експортерів вимагатимуть звітувати про свої викиди та купувати сертифікати CBAM, що збільшить їхні витрати та знизить прибутковість.

## Суперечки
Впровадження CBAM в ЄС є важливим кроком до вирішення проблеми витоку вуглецю та забезпечення рівних умов для європейських компаній у всьому світі проти дешевших товарів з економік за межами ЄС, які не оподатковують вуглець. Найбільш постраждалими партнерами з імпорту будуть Росія, Китай, Туреччина, Україна, Західні Балкани, а також Мозамбік, Зімбабве та Камерун. Цей механізм дозволяє ЄС в односторонньому порядку накладати мито на імпорт із країн, які не відповідають екологічним стандартам, встановленим ЄС.

### Відповідність і моніторинг
З липня 2024 року ЄС вимагає «реальні дані» про те, як були вироблені енергоємні імпортні товари, тоді як розрахункові стандартні значення дозволені лише для близько 20% викидів. Представник Асоціації машинобудівної промисловости (VDMA) поскаржився у вересні 2024 року, що необхідні дані часто недоступні, або тому, що постачальники не збирають їх взагалі, або не бажають їх передавати. Крім того, кожен імпортер може бути притягнутий до відповідальности за дані, які він збирає від своїх постачальників, але часто йому не вистачає ресурсів, щоб контролювати їх усі, або впливу, щоб змусити постачальників дотримуватися правил CBAM. Крім того, національні офіси, які мають допомагати компаніям, що мають проблеми з отриманням точних даних, часто ще не функціонують. Правило de minimis звільняє від CBAM імпорт на суму до 150 євро, тоді як представники VDMA виступають за підвищення цієї суми до 5000 євро.

### Сумісність із СОТ та відсутність дискримінації

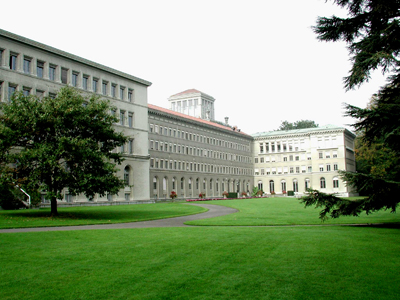
Штаб-квартира СОТ у Женеві.

За словами двох вчених-юристів з Оттавського університету, ЄС має забезпечити відповідність CBAM його міжнародним зобов’язанням у рамках Світової організації торгівлі (СОТ). Це означає, що механізм не повинен дискримінувати жодну конкретну державу чи порушувати принципи вільної торгівлі. ЄС також має брати участь у конструктивному діалозі зі своїми торговельними партнерами, включно з великими емітентами, такими як Китай і Сполучені Штати, щоб переконатися, що CBAM узгоджується з глобальними кліматичними цілями та не створює непотрібної напруги чи торгових суперечок.

Торгівля квотами на викиди та вуглецеві податки у світі (2021)
Реалізовані або заплановані квоти на викиди вуглецю
Впроваджений або запланований податок на викиди вуглецю
Розглядається питання про квоти на викиди вуглецю або податок на викиди вуглецю

### Стимулювання ціноутворення на викиди вуглецю в державах за межами ЄС
Якщо країни за межами Європейського Союзу мають або створять власну політику ціноутворення на викиди вуглецю, «вони уникнуть прикордонного вуглецевого податку ЄС і збережуть доходи для власних проєктів з декарбонізації». Подібна британська CBAM буде впроваджена до 2027 року.
Імпортний збір на викиди вуглецю поки що не пропонується застосовувати до широкого спектру інших товарів чи послуг, таких як автомобілі, одяг, продукти харчування та продукти тваринного походження (в тому числі ті, що призводять до вирубки лісів), морські перевезення, авіаперевезення, імпорт газу, нафти та вугілля.
Було припущено, що механізм допоможе скоротити викиди не лише через те, що змусить компанії скорочувати викиди, але й заохотить інші країни (наприклад, Сполучені Штати, де немає федеральних тарифів на вуглець) створювати подібні механізми. Деякі автори навіть стверджують, що CBAM є початком кліматичного клубу, як запропонував лауреат Нобелівської премії Вільям Нордгаус.
Вуглецевий ринок в Індії та турецька система торгівлі квотами на викиди мають на меті зберегти надходження до власних бюджетів.
Згідно зі звітом Азійського банку розвитку, CBAM лише трохи зменшить викиди (що буде швидко компенсовано зростанням вуглецевоємного виробництва), водночас завдаючи шкоди імпорту до Європейського Союзу. У звіті говориться, що «механізми спільного використання технологій скорочення викидів були б більш ефективними».

### Держави, що розвиваються
На думку одного амстердамського правника, ЄС повинен надати адекватну підтримку найменш розвинутим державам (НРС), щоб допомогти їм виконати вимоги CBAM. Ця підтримка може включати технічну допомогу, розбудову потенціалу або фінансові стимули для інвестицій у низьковуглецеві технології. Надаючи таку підтримку, ЄС може забезпечити підприємства необхідними ресурсами та знаннями для переходу до низьковуглецевої економіки та уникнути ризику витоку вуглецю. Інший автор припускає, що перехід до низьковуглецевої економіки потребує технологій та інвестицій, що може потребувати інвестицій у країни Глобального Півдня. Запропоновані рішення включають передачу технологій та зелене фінансування.

### Експорт
Коригування кордону для імпорту, але не для експорту, призводить до зниження глобальної конкурентоспроможности власної вуглецевоємної продукції.